# Prohydata benepicta
Prohydata benepicta là một loài bướm đêm trong họ Geometridae.